# Charles Howard (12. hrabia Carlisle)
Charles James Ruthven Howard (ur. 21 lutego 1923 na Pont Street 64 w Londynie, zm. 28 listopada 1994) – brytyjski arystokrata, jedyny syn George'a Howarda, 11. hrabiego Carlisle i Bridget Monckton, 11. lady Ruthven of Freeland, córki 10. lorda Ruthven of Freeland. Popularnie nazywany "Charlie".
Wykształcenie odebrał w Eton College. W latach 1942–1945 walczył na frontach II wojny światowej w szeregach Brygady Strzeleckiej (Rifle Bridgade). Był kilkakrotnie ranny, a jedna z tych ran doprowadziła do amputacji nogi. W 1945 r. za postawę na polu bitwy otrzymał Miliary Cross. Po śmierci ojca w 1963 r. odziedziczył tytuł hrabiego Carlisle i zasiadł w Izbie Lordów. Dodatkowo, w 1982 r., został 12. lordem Ruthven of Freeland, który to tytuł odziedziczył po swojej matce. W latach 1965–1988 pełnił funkcję komisarza leśnego. Był również członkiem Stowarzyszenia Dyplomowanych Agentów Ziemskich.
3 października 1945 r. poślubił Elę Hildę Aline Beaumont (27 maja 1925 – 18 lutego 2002), córkę Wentwortha Beaumonta, 2. wicehrabiego Allendale i Violet Seely, córki Charlesa Seely'ego, 2. baroneta. Charles i Ela mieli razem dwóch synów i dwie córki:
- Jane Annabelle Howard (ur. 28 lutego 1947), żona Johna Seth-Smitha i Rodneya Ledwarda, ma dzieci z obu małżeństw
- George William Beaumont Howard (ur. 15 lutego 1949), 13. hrabia Carlisle
- Emma Bridget Howard (ur. 20 lipca 1952), żona Johna Langton-Locktona, Robiego Uniacke i Guy Sissona, ma dzieci
- Philip Charles Wentworth Beaumont (ur. 25 marca 1963)